# Карлінгс

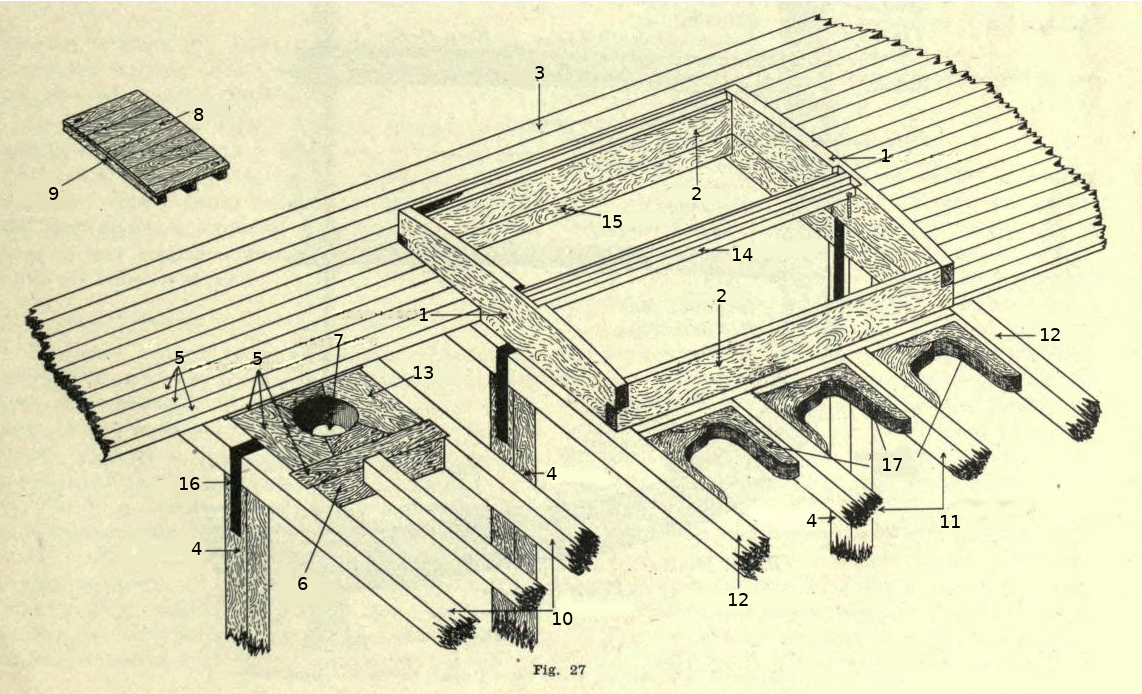
Набір палуби і будова люка: 1, 2 — комінгс, 3,5 — палубний настил, 4 — пілерс, 6 — карлінгс п'яртнерса, 7 — п'яртнерс, 8,9 — лючина, 10 — щоглові бімси, 11 — півбімси, 12 — бімси люка, 13 — чака п'яртнерса, 14 — знімний бімс люка, 15 — карлінгс, 16 — сталева штаба, 17 — книці

Ка́рлінгс (англ. carlings, множина від carling) — повздовжна підпалубна балка корабля, котра підтримує бімси, забезпечуючи гнучкість судна при поперечному перевантаженні. Опорами для карлінгсів є поперечні перебірки корпусу.